# Konrad Dybowski (żołnierz)
Konrad Dybowski, ps. „Sęp II”, „Zyberk” (ur. 24 sierpnia 1919 w Czyniszewicach, zm. 31 sierpnia 1947 w Warszawie) – żołnierz ZWZ i AK, oficer polityczno-wychowawczy MO.

## Życiorys
Syn Władysława i Katarzyny z Leśniewiczów. Przed wojną ukończył 2 lata studiów prawniczych, we wrześniu 1939 ochotniczo wstąpił do wojska. W czasie okupacji niemieckiej w ZWZ, AK. Nosił wtedy ps. „Sęp II”. We Lwowie wraz z ojcem Władysławem Dybowskim w Krakowskiej Brygadzie Obrony Narodowej. Brał udział w kilku akcjach przeciw Niemcom, m.in. w spaleniu wystawy Generalnego Gubernatorstwa organizowanej przez Hansa Franka. 1945–1946 działał nadal w brygadzie pod ps. „Zyberk”, choć jednocześnie był oficerem polityczno-wychowawczym w Szkole Podoficerów MO w Krakowie.
Aresztowany 16 października 1946 i oskarżony o to, że był członkiem OP i WiN-u, współpracował z komisarzem środowiska OP, że w Szkole Podoficerskiej MO zorganizował sieć wywiadowczą, kierował nią, rozpowszechniał nielegalne pisma i ulotki, wreszcie o to, że był agentem OP w szeregach PPR. „Przyznaję się do faktów, nie do winy” – powiedział na rozprawie sądowej. 16 czerwca 1947 WSR w Warszawie Sr.674/47 pod przewodnictwem ppłk. Jana Hryckowiana skazał go w rozprawie R.S.1818/47 na podstawie pkt. 7 Dekretu z 13.06.1947 r. na karę śmierci. Wraz z nim skazani zostali również na karę śmierci (i następnie straceni), jego ojciec rotmistrz Władysław Dybowski, ps. „Korwin” (adiutant gen. Józefa Hallera), inny członek OP Jerzy Zakulski, Leon Knyrewicz, Eustachy Brewka i troje innych osób. 23 lipca 1947 NSW utrzymał wyrok w mocy. „Nie żałowałem życia dla Polski” – pisał w prośbie o łaskę. Jednak prezydent Bierut nie skorzystał z prawa łaski. Konrad Dybowski został stracony 31 sierpnia 1947.
Odznaczony Orderem Virtuti Militari, Krzyżem Walecznych z Mieczami. 2 marca 1993 SWOW unieważnił wyrok b. WSR w Warszawie. Jego (jak i jego ojca) grób symboliczny znajduje się na Cmentarzu Wojskowym na Powązkach w Warszawie w Kwaterze „Na Łączce”, a rzeczywiste miejsca ich pochówków nie są znane.